# Antonín Hájek
Pour les articles homonymes, voir Hájek.
Antonín Hájek, né le 12 février 1987 à Frýdlant (région de Liberec, Tchécoslovaquie) et mort en septembre 2022, est un sauteur à ski tchèque. Il n'est retrouvé mort que le 10 mars 2023 en Malaisie.

## Biographie
Antonín Hájek détient le record de République tchèque avec un saut de 236 m.
Antonín Hájek annonce sa retraite en 2015.
Disparu depuis l'an dernier en Malaisie, l'Association tchèque de ski annonce, le 10 mars 2023, qu'il a été retrouvé mort dans ce même pays, sans préciser la date du décès. 
Il a par la suite été confirmé que Hájek était mort en septembre 2022.

## Palmarès

### Jeux olympiques
| Épreuve / Édition | Vancouver 2010 | Sotchi 2014 |
| Petit Tremplin    | 21e            | —           |
| Grand Tremplin    | 7e             | 28e         |
| Par équipes       | 7e             | 7e          |

### Championnats du monde
| Épreuve / Édition | Oberstdorf 2005 | Sapporo 2007 |
| Petit Tremplin    | —               | 36e          |
| Grand Tremplin    | 30e             | 45e          |
| Par équipes       | —               | 9e           |

### Championnats du monde de vol à ski
| Épreuve / Édition | Kulm 2006 | Oberstdorf 2008 | Planica 2010 | Harrachov 2014 |
| Individuel        | 36e       | 20e             | 8e           | 21e            |
| Par équipes       | 8e        | 6e              | 5e           |                |

### Coupe du monde
- Meilleur classement général : 23e en 2010.
- Meilleur résultat individuel : 4e.